# Relaciones Argentina-Suiza
Las relaciones Argentina–Suiza se refiere a las relaciones bilaterales entre la República Argentina y la Confederación Suiza. Las relaciones diplomáticas se establecieron en 1834, con la apertura de un consulado suizo en Buenos Aires, seguido en 1891 por la apertura de una embajada. Argentina tiene una embajada en Berna.

## Historia
Durante el mandato nazi en Alemania, la pequeña comunidad suizo-argentina se opuso firmemente a la penetración de los nazis en Argentina.
Después de la derrota de Alemania en la Segunda Guerra Mundial, funcionarios argentinos establecidos en Suiza (así como en Suecia) se dedicaron a reclutar "alemanes útiles" (aquellos con experiencia técnica necesaria para Argentina) para migrar a este país sudamericano.

## Vínculos económicos

Exportaciones argentinas a Suiza
Exportaciones suizas a Argentina

## Misiones diplomáticas
- Argentina mantiene una embajada en Berna.
- Suiza mantiene una embajada en Buenos Aires.